# Ptolemy Slocum
Ptolemy Slocum (ur. 20 listopada 1975 roku w Nairobi w Kenii) – kenijsko-amerykański aktor, producent i operator filmowy. Do jego ról należą gościnne występy w takich serialach jak Rodzina Soprano, Prawo ulicy, Zabójcze umysły, Jak poznałem waszą matkę, Tożsamość szpiega, Fringe: Na granicy światów, Cupid, Siostra Jackie, Słodkie kłamstewka i Figurantka.
Użyczył głosu w takich grach jak Grand Theft Auto: Liberty City Stories i Manhunt 2. Obie gry zostały wyprodukowane przez Rockstar Games.
Ma 180 cm wzrostu.